# Futbol al Txad
El futbol és l'esport més popular al Txad.

## Competicions

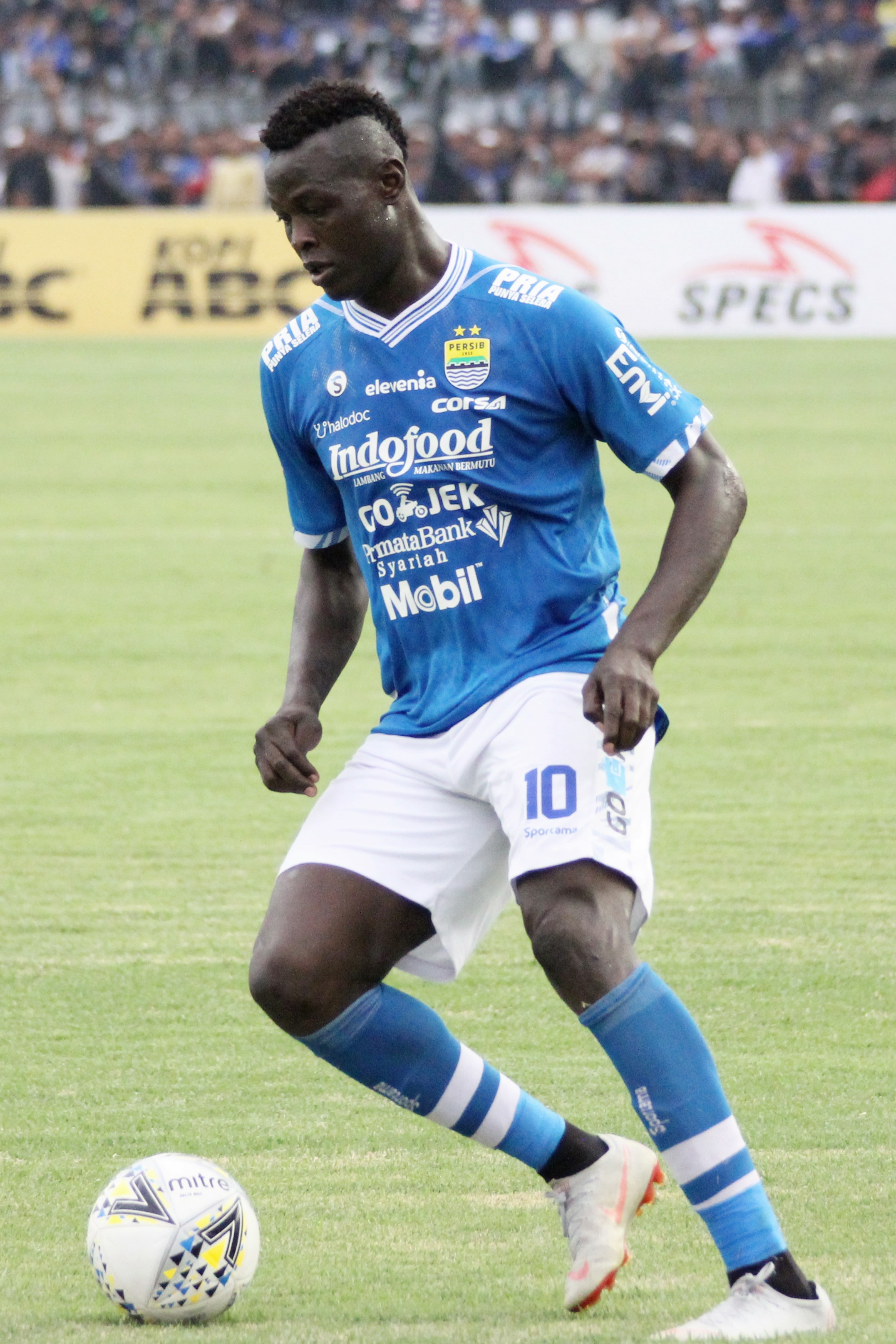
Ezechiel N'Douassel.

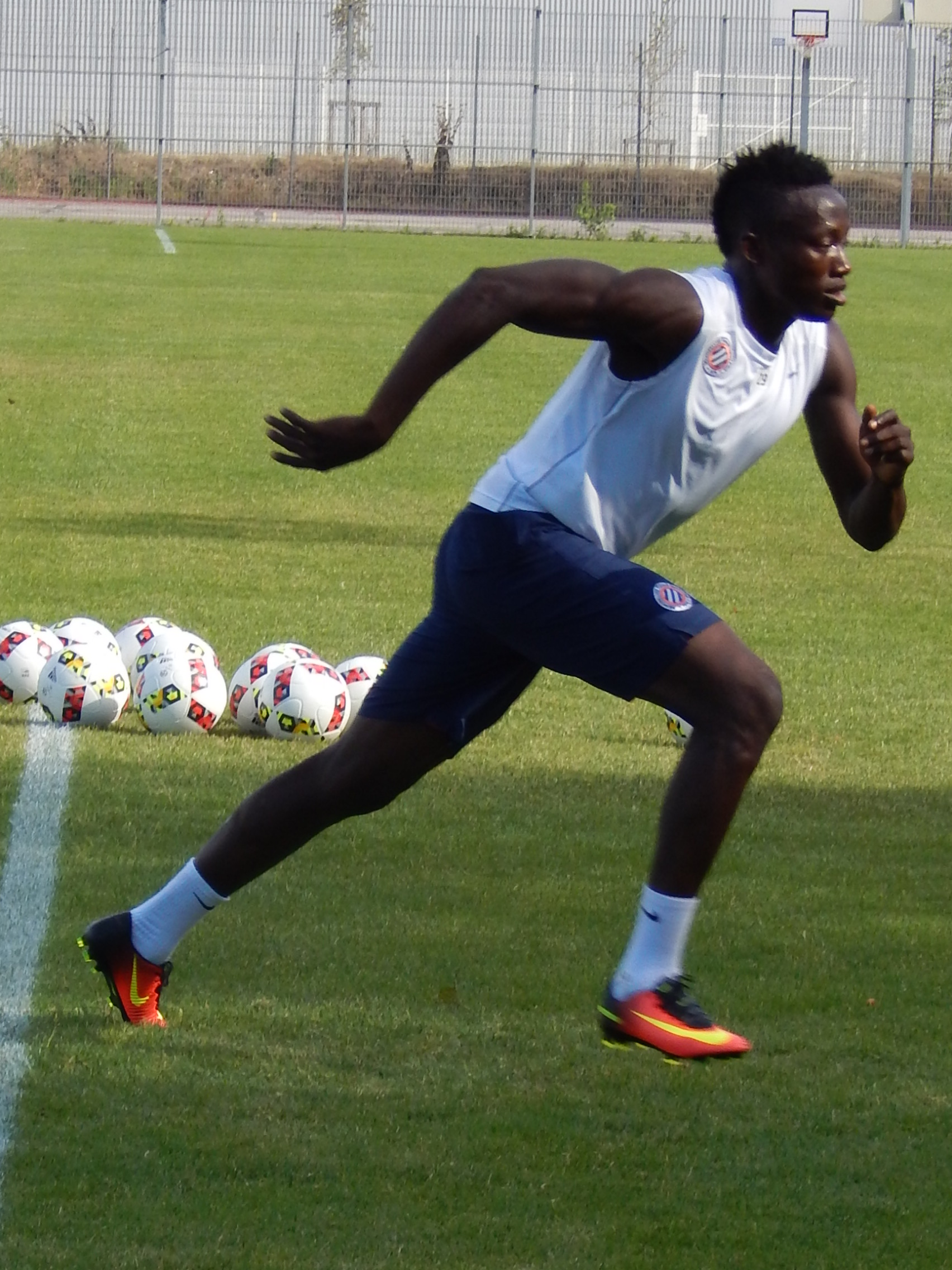
Casimir Ninga.

- Lligues:
  - Lliga txadiana de futbol
- Copes:
  - Copa txadiana de futbol
  - Copa de la Lliga de N'Djaména de futbol
  - Supercopa txadiana de futbol

## Principals clubs
Clubs amb més títols nacionals a 2019.
- Renaissance Football Club N'Djamena
- Elect-Sport Football Club
- Tourbillon Football Club
- Gazelle Football Club
- Foullah Edifice Football Club
- Association Sportive CotonTchad
- Postel 2000 Football Club
- Renaissance Football Club Abéché

## Jugadors destacats
Fonts:
Des de 1980
- David Danimbe
- Nambatingue Toko

Des de 1990
- Japhet N'Doram

Des de 2000
- Ezechiel N'Douassel

Des de 2010
- Azrack Mahamat

## Principals estadis
Fonts:
| # | Estadi                               | Capacitat | Ciutat    |
| - | ------------------------------------ | --------- | --------- |
| 1 | Stade Omnisports Idriss Mahamat Ouya | 20.000    | N'Djamena |
| 2 | Complexe Sportif de Diguel           | 10.800    | N'Djamena |
| 3 | Stade de Moundou                     | 10.000    | Moundou   |
| 4 | Stade Omnisports de Doba             | 8.000     | Doba      |
| 5 | Stade de Abéché                      | 5.000     | Abéché    |